# Michael Walde-Berger

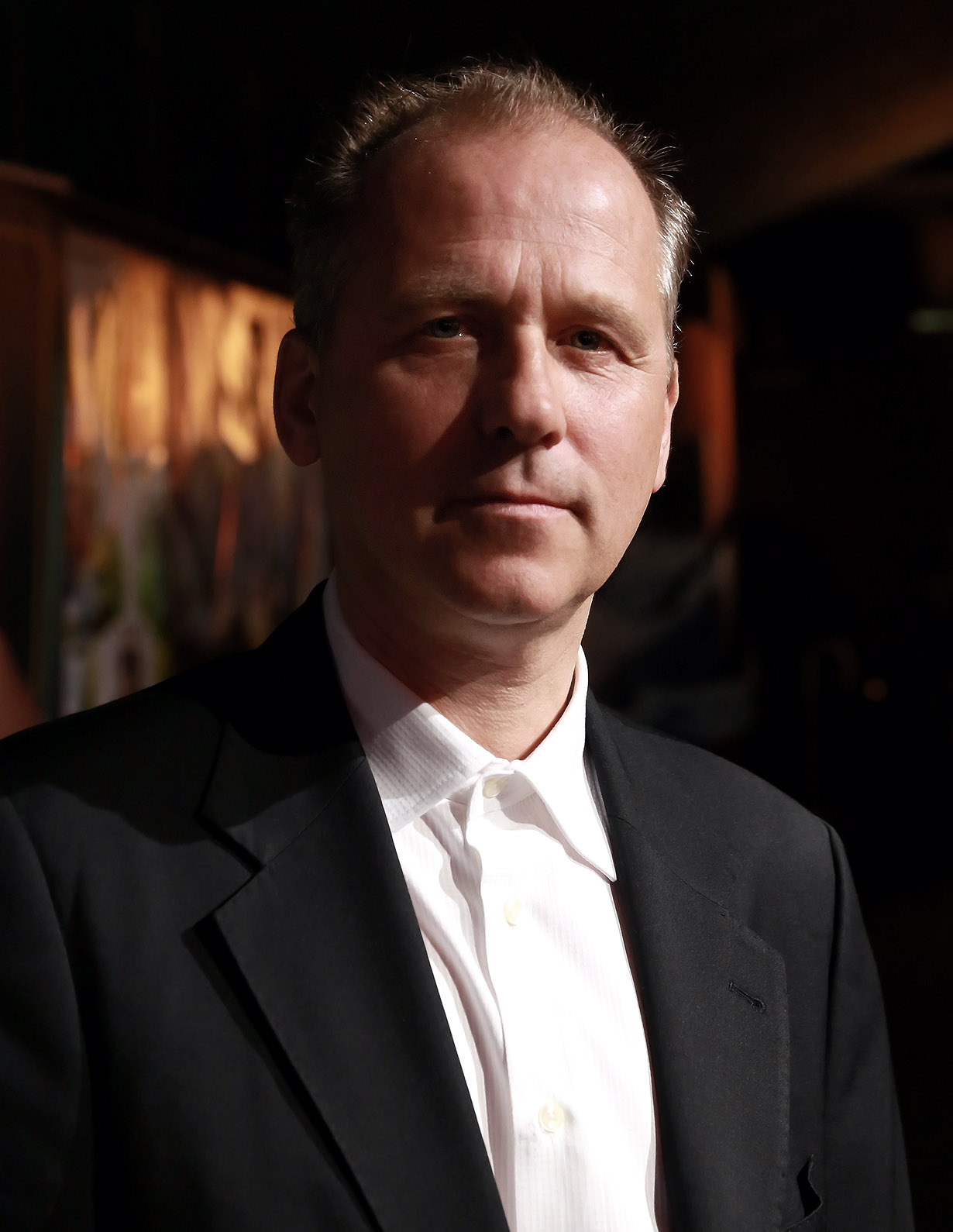
Michael Walde-Berger bei der Premiere von Zersplitterte Nacht in Wien.

Michael Walde-Berger (* 1963 in Wien) ist ein österreichischer Schauspieler.

## Leben
Walde-Berger wurde in Wien geboren und ist teilweise in Tirol aufgewachsen. Seine Mutter Guta-Eva Walde-Berger wurde in Tirol geboren, ihre Eltern waren der Maler Alfons Walde und Lilly Walde (geborene Walter). Lilly und Alfons Walde ließen sich scheiden, Lilly Walde zog mit ihrer Tochter nach Wien, wo sie später ihren zweiten Mann, den Psychiater Karl Berger, heiratete. Nach dem Abitur begann Walde-Berger ein Philosophie- und Psychologiestudium, folgte seiner Passion und besuchte die Schauspielschule Franz Schubert Konservatorium in Wien. Er studierte anschließend von 1986 bis 1988 Schauspiel in New York City am Lee Strasberg Theatre and Film Institute. Danach kehrte er zurück nach Österreich und arbeitete in ersten Fernsehproduktionen in Österreich und Deutschland mit.
Von 1989 bis 1993 lebte er in Sarasota, Florida. Erste internationale Produktionen waren Hidden Fears mit Meg Foster und Frederic Forrest sowie Seven Sundays mit Rod Steiger und Molly Ringwald. Es folgten diverse Filmproduktionen wie der mehrfach preisgekrönte Film Hasenjagd – Vor lauter Feigheit gibt es kein Erbarmen von Andreas Gruber sowie verschiedene Fernseh- und Filmauftritte. Er drehte aufgrund seiner amerikanischen Ausbildung und Berufserfahrung einige Filme in Osteuropa – beispielsweise Urban Menace (1999) und Frankenstein Night (2003).
Walde-Berger war an mehreren Theaterproduktionen beteiligt, darunter am Stadttheater Innsbruck, bei den Domfestspielen Innsbruck und den Tiroler Volksschauspielen.
Neben seiner Tätigkeit als Schauspieler widmet er sich seit 1996 dem Nachlass seines Großvaters, des Tiroler Malers Alfons Walde. Er führt den vom Künstler in den 1920er-Jahren gegründeten Kunstverlag weiter und arbeitet an einem Catalogue raisonné, einem Werkverzeichnis. Viele Ausstellungen sind während seiner Betreuung durchgeführt worden. Ein erster Film über das Leben von Alfons Walde wurde 2014 auf Initiative und unter der künstlerischen Leitung von Michael Walde-Berger gedreht.

## Filmografie
- 1993: Hasenjagd – Vor lauter Feigheit gibt es kein Erbarmen
- 1993: Seven Sundays
- 1993: Population Control
- 1993: Florida Lady
- 1993: Hidden Fears
- 1994: Der Schatten des Schreibers
- 1994: Auf Teufel komm raus
- 1995: Spitzenleistung
- 1996: Kaisermühlen Blues (Fernsehserie)
- 1996: Stockinger (Fernsehserie)
- 1997: Die Schuld der Liebe
- 1997: Babyrex
- 1998: Medicopter 117 – Jedes Leben zählt (Fernsehserie, Folge Der Feuerteufel)
- 1998: Schlosshotel Orth (Fernsehserie, Folge Theater)
- 1999: Der Bockerer III – Die Brücke von Andau
- 1999: Tatort: Der Millenniumsmörder
- 1999: Urban Menace
- 2001–2002: Die Schwingen des Adlers
- 2002: Da wo die Liebe wohnt
- 2004–2014: SOKO Kitzbühel (Fernsehserie, verschiedene Rollen, 4 Folgen)
- 2003: Frankenstein
- 2004: Da wo die Herzen schlagen
- 2007: Torpedos im Morgengrauen
- 2009: Sisi
- 2010: Heimkehr mit Hindernissen
- 2011: Zersplitterte Nacht
- 2012: CopStories (Fernsehserie)
- 2012–2022: Dahoam is Dahoam (Fernsehserie, verschiedene Rollen, 5 Folgen)
- 2014: Vals
- 2015–2023: Die Rosenheim-Cops (Fernsehserie, verschiedene Rollen, 4 Folgen)
- 2015: Present of the Past
- 2016: Aktenzeichen XY
- 2018: Racism
- 2025: Mythos Kitzbühel – Die Hahnenkammbahn
- 2025: Young Kreisky

## Auszeichnungen
- 1994: Bester Studentenabschlussfilm der Florida State University (für „Population Control“)
- 1994: Romy (bester Fernsehfilm) für „Auf Teufel komm raus“
- 1994: Spezialpreis der Jury, Filmfestival San Sebastian für „Hasenjagd“
- 1994: Publikumspreis, Diagonale Graz für „Hasenjagd“
- 1994: Kulturpreis des Landes Oberösterreich für Filmkunst für „Hasenjagd“
- 1994: Preis der Filmkritik, Internationales Filmfestival Amiens für „Hasenjagd“